# Струиндол
Струиндол (болг. Струиндол) — село в Болгарии. Находится в Видинской области, входит в общину Белоградчик. Население составляет 24 человека.

## Политическая ситуация
Струиндол подчиняется непосредственно общине и не имеет своего кмета.
Кмет (мэр) общины Белоградчик — Емил Евгениев Цанков (независимый) по результатам выборов в правление общины.